# Malediven op de Olympische Zomerspelen 1988
De Malediven namen deel aan de Olympische Zomerspelen 1988 in Seoel, Zuid-Korea. Het was de eerste deelname van het Afrikaanse land.

## Deelnemers en resultaten

### Atletiek
| Olympiër                                                              | Discipline   | Resultaat | Prestatie               |
| --------------------------------------------------------------------- | ------------ | --------- | ----------------------- |
| Ismail Asif Waheed                                                    | 100m (m)     | 95e       | serie 12: 8ste in 11,49 |
| Ismail Asif Waheed                                                    | 200m (m)     | 71e       | serie 6: 8ste in 23,17  |
| Ahmed Shageef                                                         | 400m (m)     | 67e       | serie 4: 8ste in 50,61  |
| Abdul Haji Abdul Latheef                                              | marathon (m) | DNF       | niet gefinisht          |
| Hussein Haleem                                                        | marathon (m) | DNF       | niet gefinisht          |
| Ismail Asif Waheed Ibrahim Manik Abdul Razzak Aboobakur Mohamed Hanim | 4x100m (m)   | 26e       | serie 1: 7de in 44,31   |

Afghanistan · Algerije · Amerikaanse Maagdeneilanden · Amerikaans-Samoa · Andorra · Angola · Antigua en Barbuda · Argentinië · Aruba · Australië · Bahama’s · Bahrein · Bangladesh · Barbados · België · Belize · Benin · Bermuda · Bhutan · Birma · Bolivia · Bondsrepubliek Duitsland · Botswana · Brazilië · Britse Maagdeneilanden · Brunei · Bulgarije · Burkina Faso · Canada · Centraal-Afrikaanse Republiek · Chili · China · Chinees Taipei · Colombia · Congo-Brazzaville · Cookeilanden · Costa Rica · Cyprus · Denemarken · Djibouti · Dominicaanse Republiek · Duitse Democratische Republiek · Ecuador · Egypte · El Salvador · Equatoriaal-Guinea · Fiji · Filipijnen · Finland · Frankrijk · Gabon · Gambia · Ghana · Grenada · Griekenland · Groot-Brittannië · Guam · Guatemala · Guinee · Guyana · Haïti · Honduras · Hongarije · Hongkong · Ierland · IJsland · India · Indonesië · Irak · Iran · Israël · Italië · Ivoorkust · Jamaica · Japan · Joegoslavië · Jordanië · Kaaimaneilanden · Kameroen · Kenia · Koeweit · Laos · Lesotho · Libanon · Liberia · Libië · Liechtenstein · Luxemburg · Malawi · Malediven · Maleisië · Mali · Malta · Marokko · Mauritanië · Mauritius · Mexico · Monaco · Mongolië · Mozambique · Nederland · Nederlandse Antillen · Nepal · Nieuw-Zeeland · Niger · Nigeria · Noord-Jemen · Noorwegen · Oeganda · Oman · Oostenrijk · Pakistan · Panama · Papoea-Nieuw-Guinea · Paraguay · Peru · Polen · Portugal · Puerto Rico · Qatar · Roemenië · Rwanda · Saint Vincent en de Grenadines · Salomonseilanden · Samoa · San Marino · Saoedi-Arabië · Senegal · Sierra Leone · Singapore · Soedan · Somalië · Sovjet-Unie · Spanje · Sri Lanka · Suriname · Swaziland · Syrië · Tanzania · Thailand · Togo · Tonga · Trinidad en Tobago · Tsjaad · Tsjecho-Slowakije · Tunesië · Turkije · Uruguay · Vanuatu · Venezuela · Verenigde Arabische Emiraten · Verenigde Staten · Vietnam · Zaïre · Zambia · Zimbabwe · Zuid-Jemen · Zuid-Korea · Zweden · Zwitserland